# Luchthaven Ljubljana
Luchthaven Ljubljana, of Luchthaven Jože Pučnik Ljubljana (IATA: LJU, ICAO: LJLJ) (voluit in Sloveens: Letališče Jožeta Pučnika Ljubljana), ook bekend als Luchthaven Brnik (Sloveens: Letališče Brnik) is een luchthaven 25 kilometer ten noorden van de hoofdstad van Slovenië. Samen met de luchthaven van Maribor is het de enige internationale luchthaven met voornamelijk bestemmingen in West-Europa. De luchthaven dient de stad Ljubljana. Het vliegveld ligt in het midden van Slovenië op 388 meter. De landingsbaan is 3300 meter lang en heeft de registratie 12/30. 

## Geschiedenis
Het eerste vliegtuig landde op 24 december 1963 om 10:45u op het vliegveld, dit was tevens de officiële opening van het vliegveld. Op 9 januari 1964 werd gestart met reguliere vluchten van en naar het vliegveld.
Op 8 december 2004 ontving de luchthaven haar eerste miljoenste passagier per jaar. Over het geheel genomen behandelde de luchthaven 1.683.045 passagiers in 2017.
In 2016 is een renovatie van de huidige terminal (T1) op de luchthaven begonnen. De vernieuwde terminal zal beschikken over een nieuw sorteersysteem voor bagage voor vertrekkende bagage, een gemoderniseerde faciliteit voor aankomende bagage, grotere bagage-carrousels en een verplaatst luchthavenbeveiligingspunt. Winkel- en horecafaciliteiten worden vernieuwd en de vertrekhal wordt vergroot. De constructie zou voltooid moeten zijn in 2018.
Sinds het faillissement van Adria Airways op 30 september 2019 is het op de luchthaven heel wat rustiger. Ook de coronacrisis bracht het aantal vluchtbewegingen verder naar beneden. De bestemmingen die door Adria Airways werden aangevlogen werden deels overgenomen door andere maatschappijen. Zo keerde Lufthansa terug met een dagelijkse vlucht naar Frankfurt en Brussels Airlines met een dagelijkse vlucht naar Brussel.

## Uitbreidingsplannen 2018
In de eerste fase van de terminaluitbreiding zal de capaciteit van het vertrekgebied worden verhoogd van de huidige 500 passagiers per uur naar 1.280 passagiers per uur. Het bevat een grote belastingvrije winkel, een nieuwe business lounge, evenals gerenoveerde eet- en drinkgelegenheden en promotiegebieden. Er zijn 22 incheckbalies en 5 lange beveiligingslijnen. Een nieuw bagagesorteergebied wordt toegevoegd aan het bestaande bagagesorteergebied. Daarnaast wordt het gebied voor bagage-terugwinning uitgebreid en uitgerust met drie lange carrousels.
De bestaande passagiersterminal, die 13.000 vierkante meter inneemt, zal gedeeltelijk worden gerenoveerd en functioneel worden opgenomen in het nieuwe gebouw. De bouw begint naar verwachting in oktober 2018 en zal in april 2020 worden voltooid. Het totale gerenoveerde en uitgebreide terminalcomplex zal in totaal 22.000 vierkante meter innemen. In het noorden is gepland om een bedrijfs- en logistiek centrum met de naam Aeropolis Ljubljana te bouwen. Het zal uit vier delen bestaan: een zakencentrum, een bedrijvenpark, een logistiek centrum en een hotel-conferentiecomplex. Andere belangrijke projecten zijn de verplaatsing van de weg van de stad Kranj naar Mengeš in het noorden en een nieuw treinstation, dat de luchthaven en het logistieke centrum verbindt met omliggende steden.

## Bestemmingen
| Luchtvaartmaatschappij | Bestemmingen                                            |
| ---------------------- | ------------------------------------------------------- |
| Aeroflot               | Moskou-Sjeremetjevo                                     |
| Air France             | Parijs-Charles de Gaulle                                |
| Air Serbia             | Belgrado                                                |
| Arkia                  | Charter: Tel Aviv-Ben Gurion                            |
| British Airways        | Seizoensgebonden: Londen-Heathrow (begint 15 juli 2019) |
| Brussels Airlines      | Brussel                                                 |
| easyJet                | Berlijn-Brandenburg, Londen-Gatwick, Londen-Stansted    |
| Finnair                | Seizoensgebonden: Helsinki                              |
| Helvetic               | Zurich                                                  |
| LOT Polish Airlines    | Warschau-Chopin                                         |
| Lufthansa              | Frankfurt, München                                      |
| Montenegro Airlines    | Podgorica                                               |
| Sun D'Or               | Seizoensgebonden: Tel Aviv-Ben Gurion                   |
| Swiss                  | Zurich                                                  |
| Transavia              | Amsterdam                                               |
| Turkish Airlines       | Istanbul-Atatürk                                        |
| Wizz Air               | Brussel-Charleroi, Londen-Luton                         |